# Lavlandsanoa
Lavlandsanoaen (Bubalus depressicornis) er en lille bøffelart inden for de skedehornede pattedyr. Lavlandsanoaen lever i Indonesien og er nært beslægtet med bjerganoaen.

## Udseende
Lavlandsanoaen bliver op til 160-170 cm lang og kan have skulderhøjde på 70-10 cm. Den vejer op til 150 kg (hunnerne) og op til 300 kg (hannerne). De voksne dyr har næsten ingen pels og er mørkebrune eller sorte. Begge køn har horn på 18-37 cm med trekantede tværsnit. Lavlandsanoaen adskiller sig udseendemæssigt fra bjerganoaen ved at have et hvidt mønster ved struben samt have knap så tæt pels og længere hale og horn.

## Levevis
Den lever endemisk på den indonesiske ø Sulawesi. Dens habitat er skove eller sumpområder i ret lav højde. Bortset fra i parringstiden lever dyrene enkeltvis. De er mest aktive først på dagen, mens de hviler sidst på dagen, skjult i tæt bevoksning. Lavlandsanoaen er udelukkende planteæder.
Drægtighedstiden er 275-315 dage, hvorpå hunnen normalt føder én kalv. Kalvene er i begyndelsen lysere end de voksne dyr og har pels, der efterhånden mistes. Efter 6-9 måneder stopper diegivningen. Ungerne er kønsmodne efter 2-3 år, og den gennemsnitlige levetid er omkring 20 år.

## Trusler
Bjerganoaen trues først og fremmest af jagt og forandringer af levestederne. Ifølge IUCN's Rødliste anslås der at leve omkring 3-5.000 individer, og arten er dermed beskrevet som moderat truet.